# Баня Кербалаи Гамида Абдуллы
Баня Кербелаи Гамида Абдуллы (азерб. Kərbəlayi Həmid Abdulla hamamı) — здание, расположенное в посёлке Арчиван Астаринского района Азербайджана. Баня была построена в 1806 году по заказу Кербелаи Гамида Абдуллы.
С 2001 года внесена в список недвижимых памятников истории и культуры Азербайджана местного значения.

## История
Баня была построена в 1806 году по заказу Кербелаи Гамида Абдуллы в посёлке Арчиван Астаринского района. На крыше бани размещено 8 куполов. Здание построено из смеси яичного желтка и обычной древесной золы. Вода в бане нагрелась всего одним чугунным котлом.
Во времена советской власти баня была передана в подчинение местного колхоза. В 1980 году в бане проводился ремонт; в том же года она вновь вернулась в эксплуатацию.
После восстановления независимости Азербайджана постановлением Кабинета министров Азербайджанской Республики № 132 от 2 августа 2001 года баня была внесена в список недвижимых памятников истории и культуры местного значения.
Поскольку баня годами не использовалась, несколько её куполов разрушились, а здание пришло в негодность. Нуждается в основательном восстановлении.